# Strumigenys prospiciens
Strumigenys prospiciens är en myrart som beskrevs av Carlo Emery 1906. Strumigenys prospiciens ingår i släktet Strumigenys och familjen myror. Inga underarter finns listade i Catalogue of Life.

## Bildgalleri

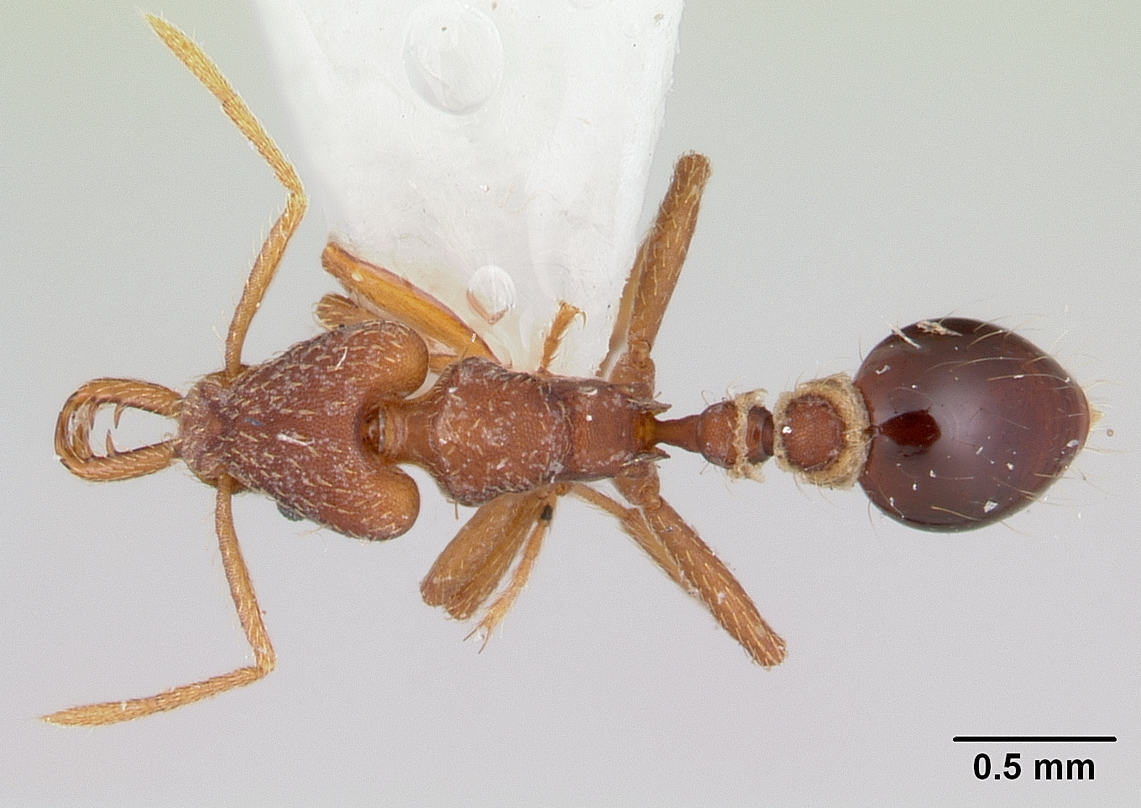
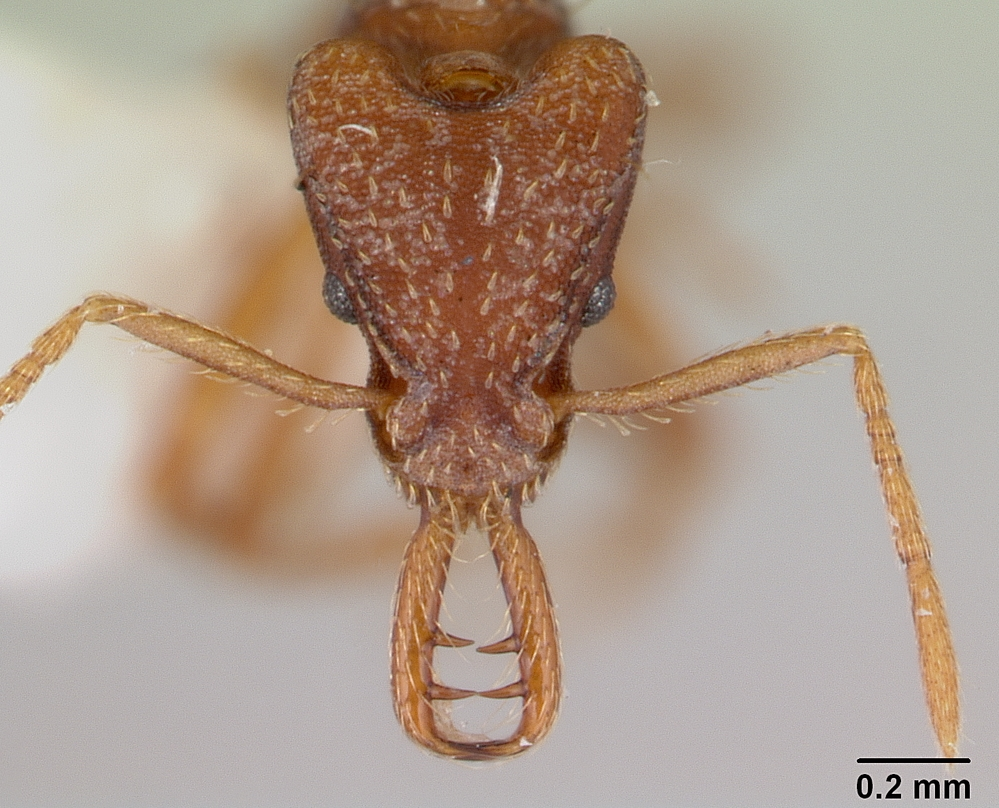
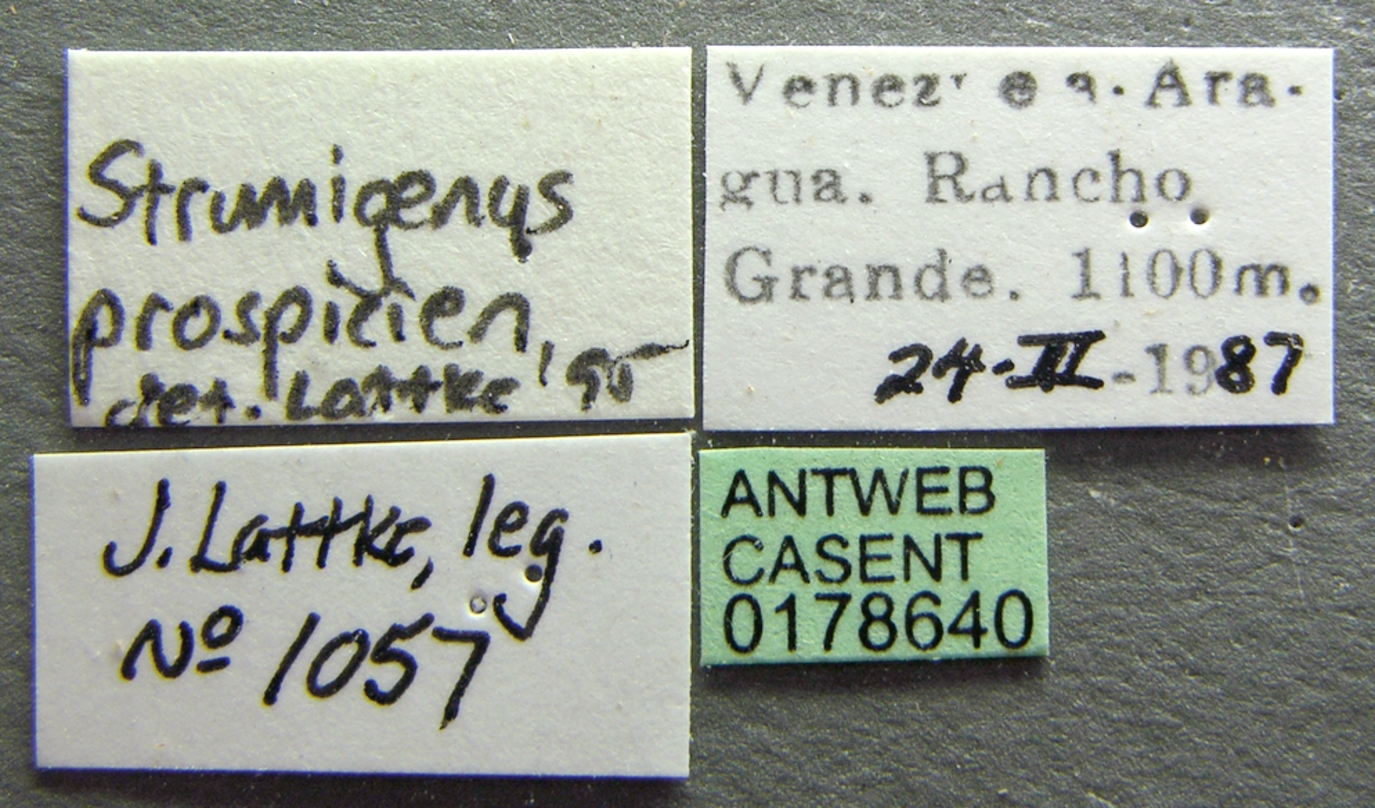
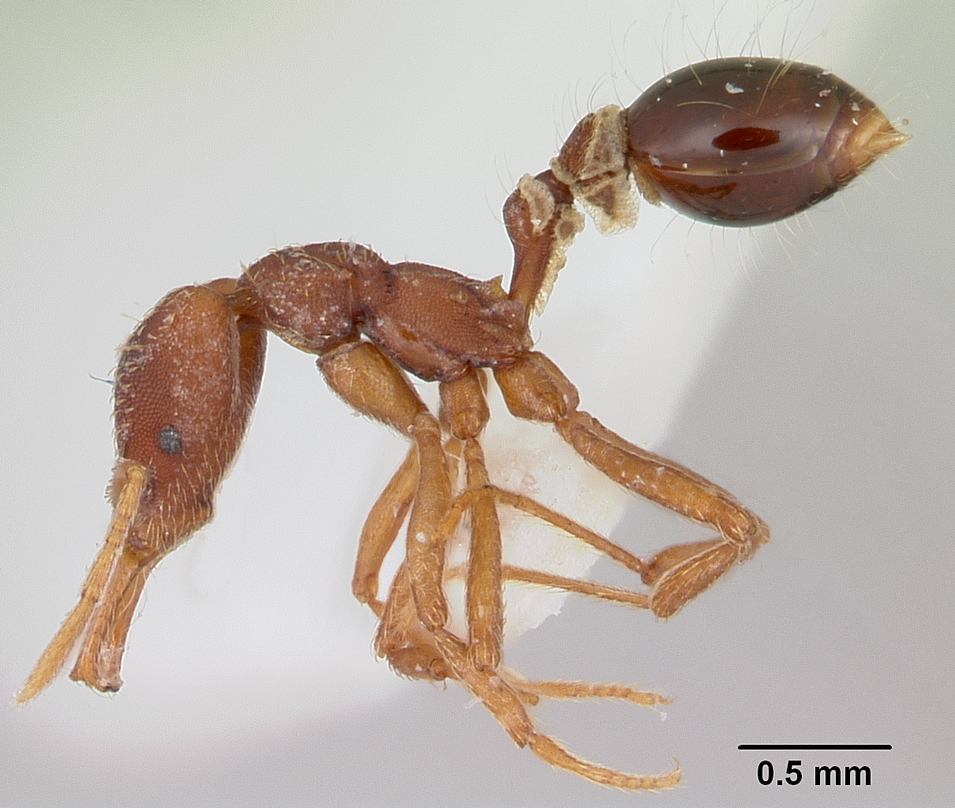